# Palazzo Santucci
Il palazzo fortificato Santucci, noto anche come Palazzo Baronale, si trova nel comune italiano di Navelli, in provincia dell'Aquila.

## Storia

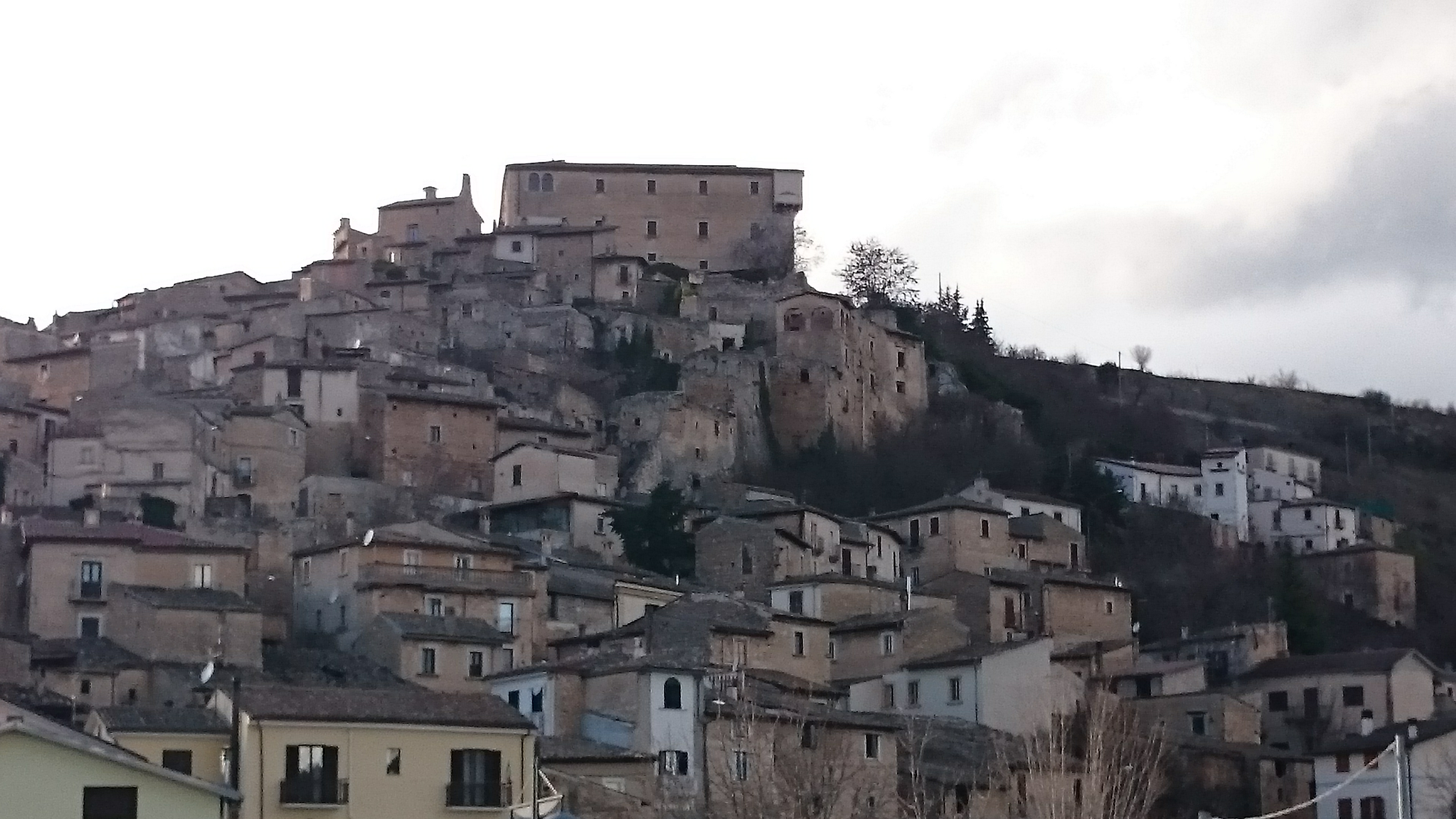
Palazzo Santucci domina l'abitato di Navelli

Il nucleo iniziale del palazzo risale al VIII-X secolo, quando a seguito del fenomeno dell'incastellamento la popolazione si riunì attorno ad un castello realizzato sul colle dell'attuale Navelli. Il castello era circondato da una cortina muraria, attualmente totalmente inglobata all'interno del borgo
Per volere del feudatario Camillo Caracciolo, sulle rovine dell'antico castello è poi sorto nel 1632 il Palazzo Baronale. Questo edificio è stato la residenza dei vari feudatari di Navelli che si susseguirono fino alla fine del 1700 e dei quali ne ha assunto il nome, come quello di "Castello Trasmondi-Tomassetti" dal nome delle ultime famiglie feudatarie del paese prima dell'abolizione della feudalità nel 1806, per poi chiamarsi Palazzo Santucci, dal nome degli ultimi proprietari.

## Architettura
L'architettura del palazzo deriva dalla fusione del carattere residenziale e di quello difensivo, principalmente costituito dalle torrette angolari esterne.
All'interno, il palazzo ospita un ampio cortile con un pozzo centrale. Sul lato occidentale del palazzo, una scala a due rampe conduce ad un loggiato. Attorno al palazzo si possono scorgere tracce di un fossato di recinzione.